# Netopýr rybožravý
Netopýr rybožravý (Noctilio leporinus, také netopýr rybařící – Vespertilio leporinus) je americký druh netopýra.
Obývá tropické pásmo Střední a Jižní Ameriky. Žije v koloniích o asi 50 až 80 jedincích v dutinách stromů, skalních rozsedlinách nebo jeskyních poblíž řek, jezer i u moře. Patří k poměrně velkým druhům netopýrů – délka jeho těla je 10 až 13 cm. Od ostatních druhů se odlišuje dlouhými pysky vytvářejícími lícní vaky a srostlými pánevními kostmi. Jeho zadní končetiny jsou neobvykle dlouhé a jsou zakončeny pěti silnými drápy které mu umožňují lovit rybky do délky asi 8 cm plovoucí těsně pod hladinou. Jejich polohu zjišťuje s velkou přesností pomocí echolokace, jež mu umožňuje zjistit i jen velmi nepatrně zvířenou vodní hladinu. Loví většinou v noci; jen výjimečně chytá ryby ve dne společně s rybožravými ptáky. Kromě ryb se živí i větším hmyzem, žábami i drobnými hlodavci žijícími na zemi i na stromech.
Tito netopýři dokážou vyluzovat zvuky o hlasitosti až 140 decibelů (pro lidský sluch jsou ale v rámci frekvence nezaznamenatelné).